# Michel Verwilghen
Michel Verwilghen est professeur émérite de la faculté de droit de l'Université catholique de Louvain et a publié de nombreuses études et ouvrages de droit international privé et de droit civil. Il a également enseigné à l'Académie de droit international à La Haye et fut administrateur délégué de l'ASBL Princesse Lilian-Roi Léopold III jusqu'à sa dissolution au printemps 2002. Michel Vewilghen était chargé du classement des archives royales au château d'Argenteuil et est l'auteur du livre Le mythe d'Argenteuil, Demeure d'un couple royal dans lequel il décrit la vie à Argenteuil du Roi Léopold III et de la princesse de Réthy dont il était un proche. 